# Fisura palatina
La fisura palatina o paladar hendido es una malformación congénita que afecta al paladar, en el cielo de la boca. Consiste en la existencia de una hendidura en el paladar, por lo que se establece una comunicación directa entre la cavidad bucal y la nasal. Puede afectar tanto al paladar blando como al paladar duro. Suele acompañarse de otras malformaciones como labio leporino y provoca dificultad para hablar, problemas durante la alimentación y dificultad en la erupción de los dientes. Se trata mediante cirugía, realizándose veloplastia y reconstrucción del músculo elevador del velo del paladar.